# 루이스 필리피 리마 지 올리베이라
루이스 필리피 리마 지 올리베이라(포르투갈어: Luiz Philipe Lima de Oliveira, 1993년 1월 21일 ~ )는 브라질의 축구 선수로, 짧게는 루이스 필리피 또는 무랄랴(포르투갈어: Muralha)라고도 불린다. 포지션은 미드필더이며, 주로 중앙 지역에서 활동한다. 현재 사우디아라비아 1부 리그의 알아라비에서 활약하고 있으며, K리그 등록명은 무랄랴였다.

## 축구인 생활

### 선수 생활
2016년 여름, 포항에 임대영입되었고, 10월 2일 열린 성남 FC 원정 경기에서 중거리슛으로 데뷔골을 성공시켰다.
2017 시즌을 앞두고 비행기 추락사고로 희생된 샤페코엔시의 클레베르 산타나를 추모하고자 그의 등번호였던 88번을 배정받았다.
2018 시즌을 앞두고 포항 스틸러스와 결별했고 K리그2의 성남 FC로 이적했다.